# Xian de Pingluo
Le xian de Pingluo (平罗县 ; pinyin : Píngluó Xiàn) est un district administratif de la région autonome du Ningxia en Chine. Il est placé sous la juridiction de la ville-préfecture de Shizuishan.

## Démographie
La population du district était de 260 252 habitants en 1999.